# Pterotes velitaris
Pterotes velitaris är en fjärilsart som beskrevs av Hüfnagel. Pterotes velitaris ingår i släktet Pterotes och familjen tandspinnare. Inga underarter finns listade.